# محمد رواس قلعه جي
محمد رواس قلعه جي (قلعجي) (1934م - 23 جمادى الآخرة 1435 هـ / 23 أبريل 2014م) هو فقيه حنفي سلفي، من أهل حلب. كان له اهتمام خاص بفقه السلف، وقد صنّف في ذلك عددًا من الكتب.
ولد في مدينة حلب عام 1934 نشأ في بيت علم وأدب، وتعلم العلوم الأولية فيها، وتتلمذ على مؤرخ حلب العلامة محمد راغب الطباخ، أيام دراسته في الثانوية الشرعية بحلب «الخسروية».
- تتلمذ كذلك في حلب على الشيخ عبد الوهاب سكر، والشيخ محمد السَّلْقِينِيّ، والعلامة المغربي محمد المنتصر الكتاني في جامعة دمشق.وعلى يد ابن عمه معلم القرآن المشهور في المدينة، وحصل على الشهادة الثانوية من الثانوية الشرعية، ثم انتقل إلي دمشق للدراسة في كلية الشريعة والقانون، وقد أبدي تفوقا في دراسته مما لفت انتباه اساتذته إليه، فاتخذه العلامة محمد المنتصر الكتاني مساعدا له وتبناه علميا، وقد كان الكتاني مهتما بفقه السلف، كماعمل خلال سنوات الدراسة مدرسا للتربية الإسلامية في ثانويات دمشق، ودرعا، وحصل أثناء دراسته على دبلوم صحافة، ليدعم اهتمامه في المجال الصحفي فقد كان يهتم بنشر المقالات في الصحف والدوريات، وفي عام 1958 تخرج من جامعة دمشق وحصل على شهادة ليسانس في الشريعة والقانون تنقل للعمل في دير الزور، ثم ادلب، إلى أن استقر في مدينة حلب، مدرسا لمادة التربية الإسلامية في مدراسها الثانوية، ودور المعلين والمعلمات، مع استمراره في طلب العمل وجمع فقه السلف، كما ساهم في تطوير مناهج اللمدارس الشرعية، فألف كتب الخطابة للمرحلة المتوسطة.
انتسب بعد سنوات من تخرجه إلى جامعة الأزهر، وحصل منها على الماجستير والدكتوراه في فقه السلف، وكان موضوع رسالته عن فقه إبراهيم النخعي، حيث حصل على الدكتوراه سنة 1975م. استمر في التدريس في مدراس حلب إلي أن غادرها إلى الكويت في المرة الأولى عام 1967 بدعوة من وزارة الأوقاف للعمل باحث في الموسوعة الفقهية التي يتراسها الدكتور مصطفي الزرقا، استاذه السابق في جامعة دمشق، بعد عامين ترك الموسوعة وعاد للتدريس في حلب، ثم غادر حلب مرة ثانية للعمل من جديد في الموسوعة بعد أن قرروا استئنافها، ثم انتقل منها إلي جامعة البترول المعادن في الظهران في المملكة العربية السعودية، وبعد أربع سنوات انتقل إلي جامعة الملك سعود في الرياض، وبعد بلوغه سن التقاعد القانوني في المملكة غادرها للعمل في جامعة الكويت وبعد تقاعده منها عين مستشار في وزارة الأوقاف الكويتية، إلي أن عاد إلي حلب ليستقر فيها، توفي في فجر يوم الأربعاء الموافق 23/4/2014 في السعودية ودفن في مقبرة الصليبخات.
.

## آثاره
من كتبه المؤلفة
1. المعاملات المالية المعاصرة 1999م.
2. معجم لغة الفقهاء عربي - إنكليزي (بالاشتراك) 1985م.
3. موسوعة فقه ابن تيمية
4. الموسوعة الفقهية الميسّرة
5. أميرنا وأميرهم بين مكيافيلي وعمر بن الخطاب
6. حديث الروح جزئين
7. مجموعة قصص للأطفال عن أسباب النزول

وفي سلسلة موسوعات فقه السلف
1. موسوعة فقه عمر بن الخطاب
2. موسوعة فقه علي بن أبي طالب
3. موسوعة فقه عبد الله بن مسعود
4. موسوعة فقه أبي بكر الصديق
5. موسوعة فقه عثمان بن عفان
6. موسوعة فقه عبد الله بن عباس
7. موسوعة فقه عبد الله بن عمر
8. موسوعة فقه إبراهيم النخعي
9. موسوعة فقه الحسن البصري
10. موسوعة فقه سفيان الثوري
11. موسوعة فقه زيد بن ثابت
12. موسوعة فقه ابن جرير الطبري
13. موسوعة فقه أبي هريرة
14. موسوعة فقه حماد بن أبي سليمان
15. موسوعة فقه عمر بن عبد العزيز
16. موسوعة فقه الليث بن سعد
17. موسوعة فقه الأوزاعي
18. موسوعة فقه إسحاق ابن راهويه
19. موسوعة فقه مكحول الدمشقي
20. موسوعة فقه طاووس بن كيسان

ومن تحقيقاته
1. «المنتخب في علاج أمراض العين» لعمار الموصلي - بالاشتراك مع ظافر الوفائي.
2. «تشريح العين وأشكالها ومداواة أعلالها» للكفرطابي.
3. «صفوة الصفوة» لابن الجوزي.
4. «دلائل النبوة» لأبو نعيم الأصفهاني.